# Зеннен
Зе́ннен, также Се́ннен (нем. Sennen), мыза Ся́нна (эст. Sänna mõis) ― рыцарская мыза (имение) в волости Рыуге уезда Вырумаа в Эстонии. Согласно историческому административному делению относилась к приходу Рыуге. В годы Российской империи мыза находилась на территории Лифляндской губернии и относилась к приходу Раугенскому приходу. В настоящее время земли бывшей мызы находятся на территории деревни Сянна.

## История
Мыза была основана в 1586 году, её первыми владельцами были Станислаус Нонард (Stanislaus Nonhard) и Петер Нонгард (Peter Nonhard). Позже мыза на протяжении столетий принадлежала семейству фон Будбергов, затем она сменила нескольких владельцев. С 1889 года и до национализации в ходе земельной реформы 1919 года мыза принадлежала дворянскому роду фон Фуксов. Последним владельцем мызы был Карл фон Фукс  (Karl von Fuchs).
Парк мызы был возведён в начале XIX века.
Главное здание мызы (господский особняк), парк и ещё пять объектов мызного комплекса (водяная мельница, амбар-сушилка, хлев, каретник и конюшня) внесены в Государственный регистр  памятников культуры Эстонии.
С 2018 года на мызе проходит Финно-угорский кинофестиваль.

## Главное здание
Нынешнее деревянное главное здание мызы Зеннен (Сянна) было построено в 1875 году в две очереди. Его основной план — в стиле классицизма; к изначально построенной одноэтажной части были пристроены двухэтажные флигельные секции, декоративные элементы которых выполнены в стиле историзма.
В 1919 году здание стало народным домом. Позже в этом здании работали почтовое отделение, колхозная контора и библиотека. В настоящее время в одном крыле здания размещается дом престарелых.

## Галерея

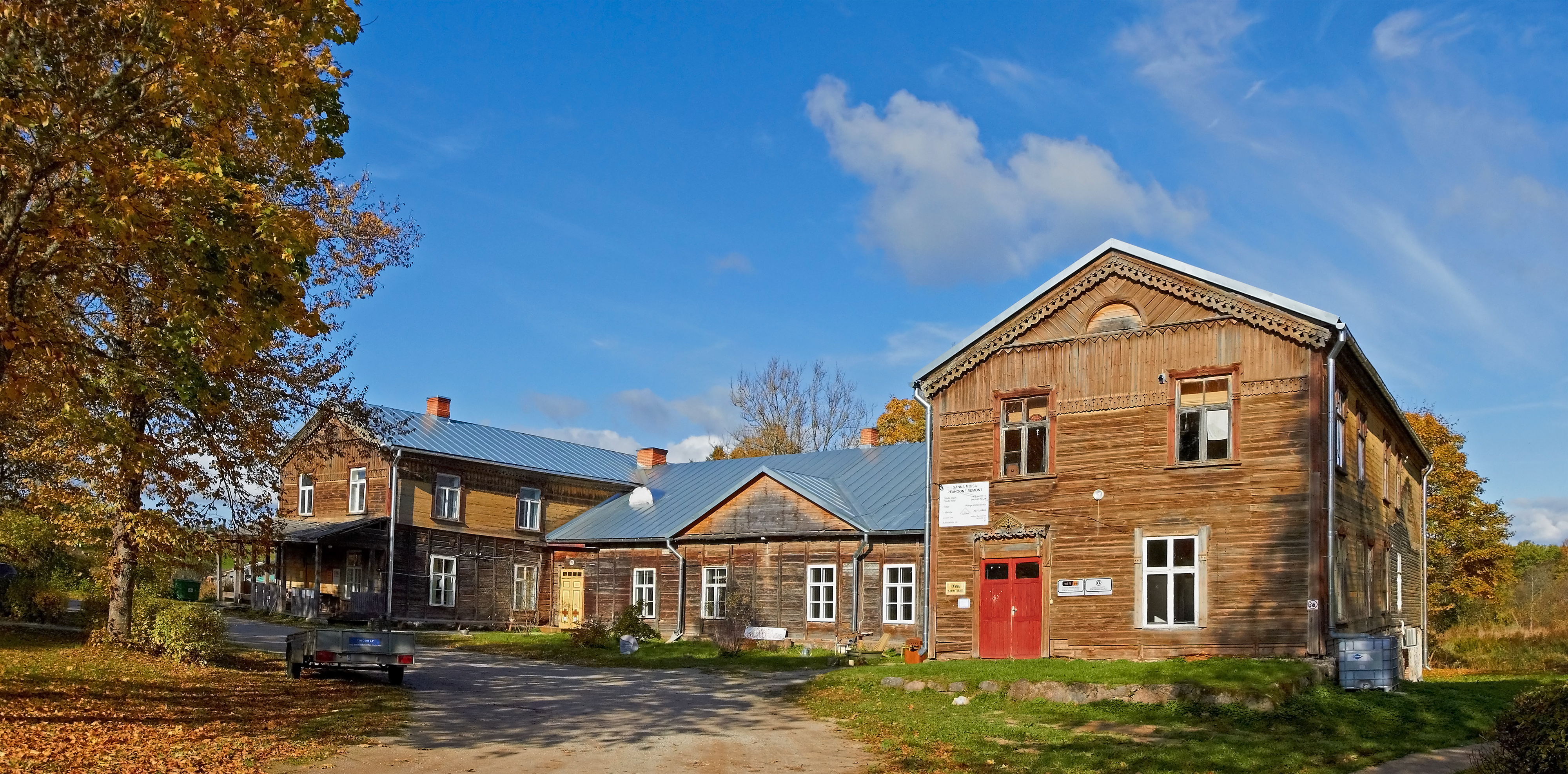
Главное здание в 2011 году
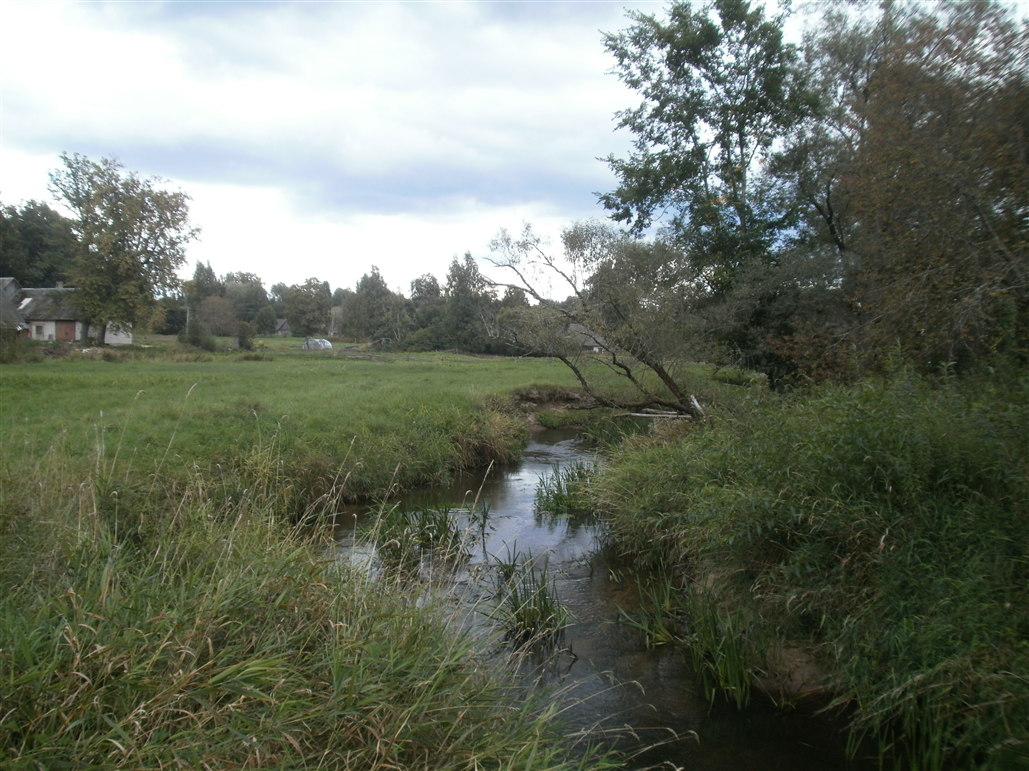
Мызный парк в августе
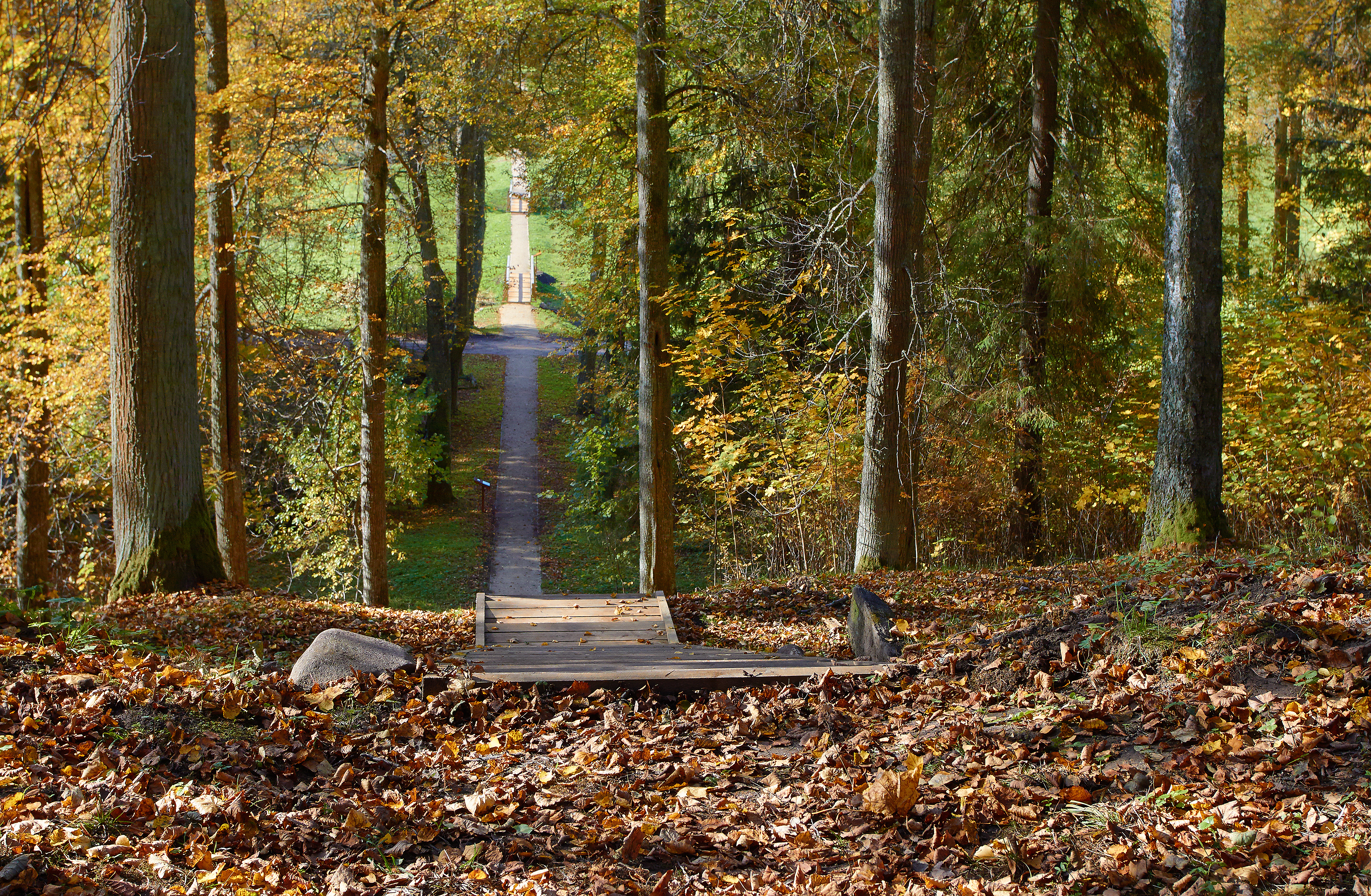
Мызный парк в октябре
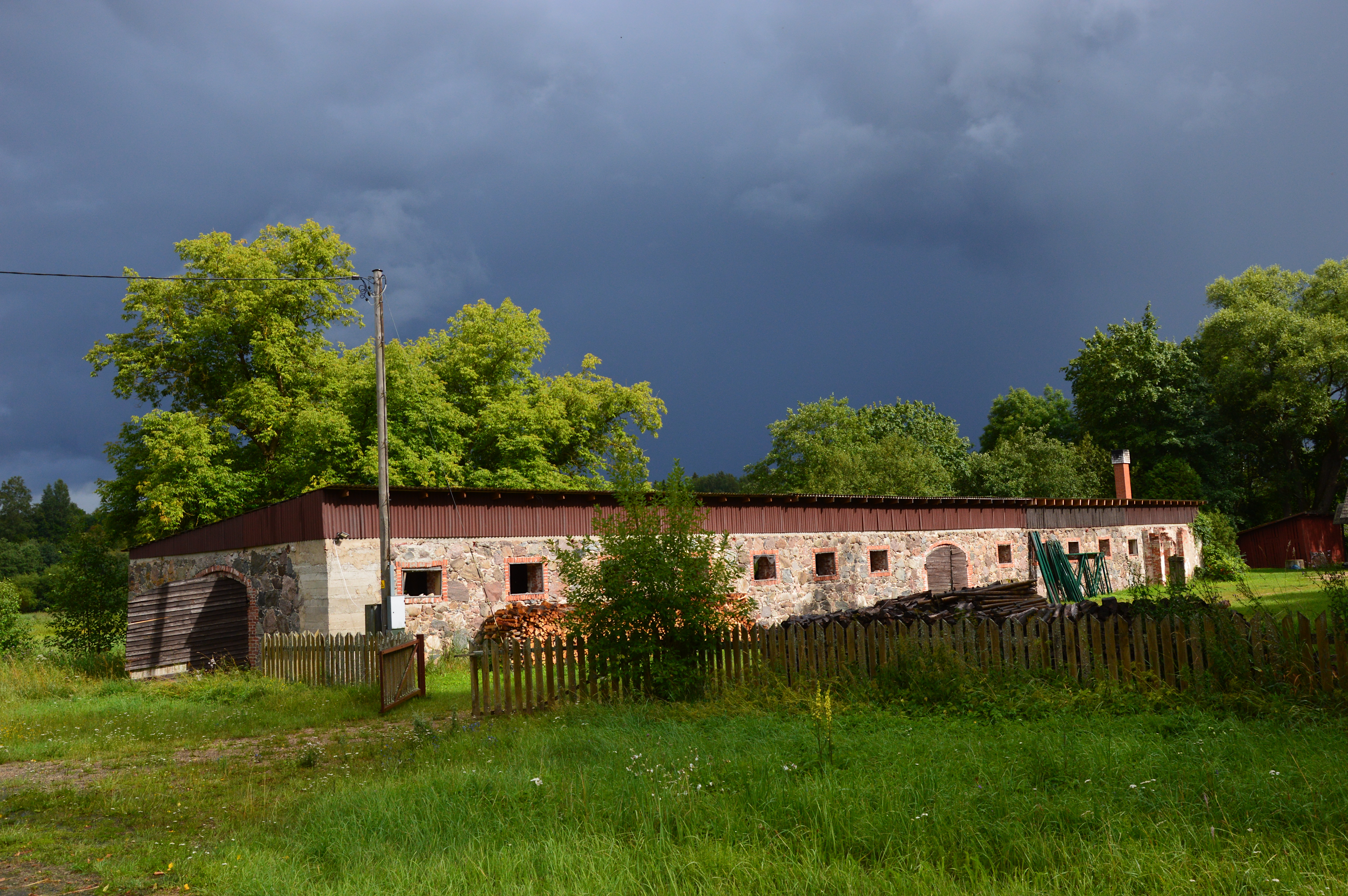
Хлев
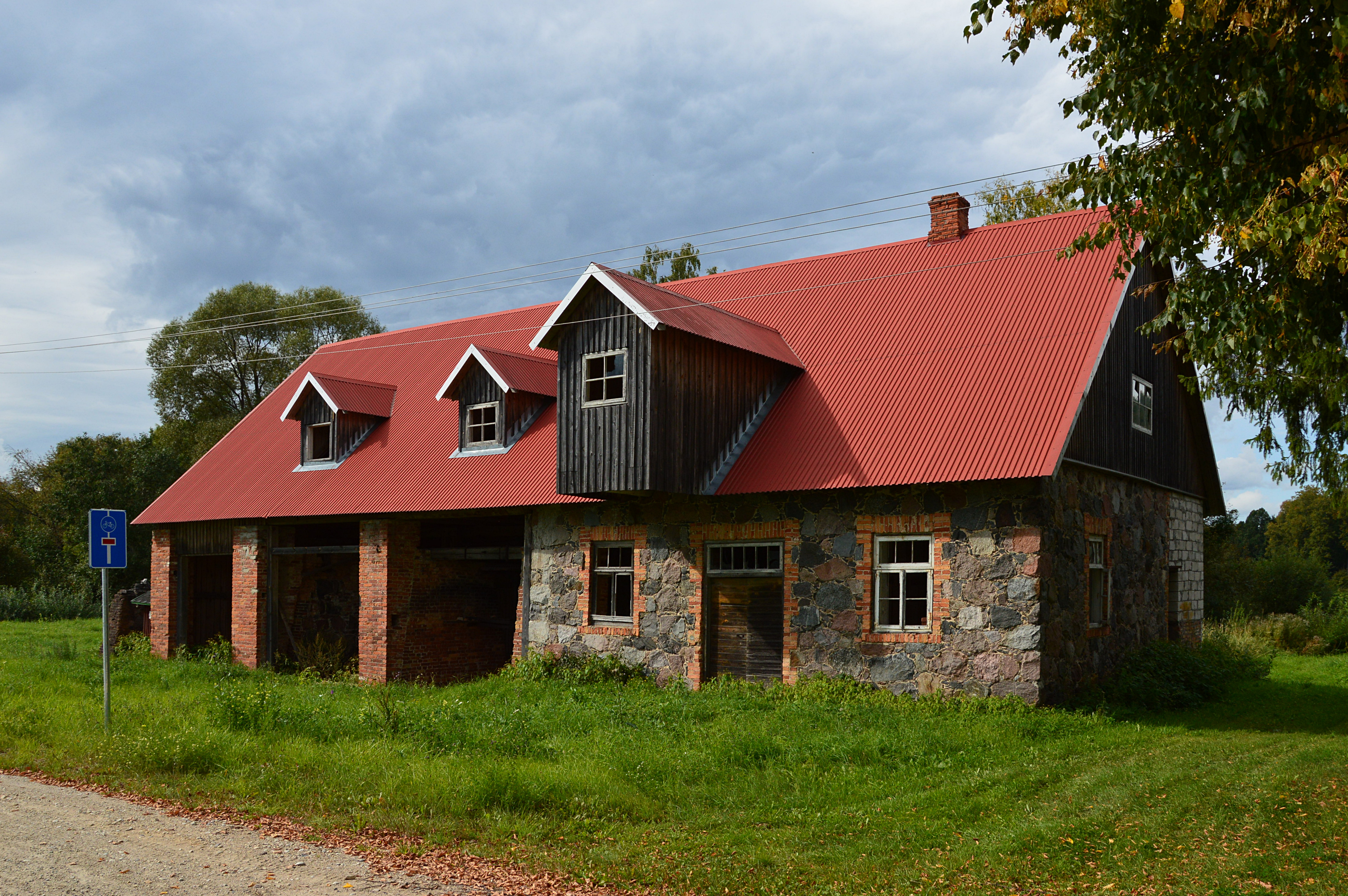
Водяная мельница
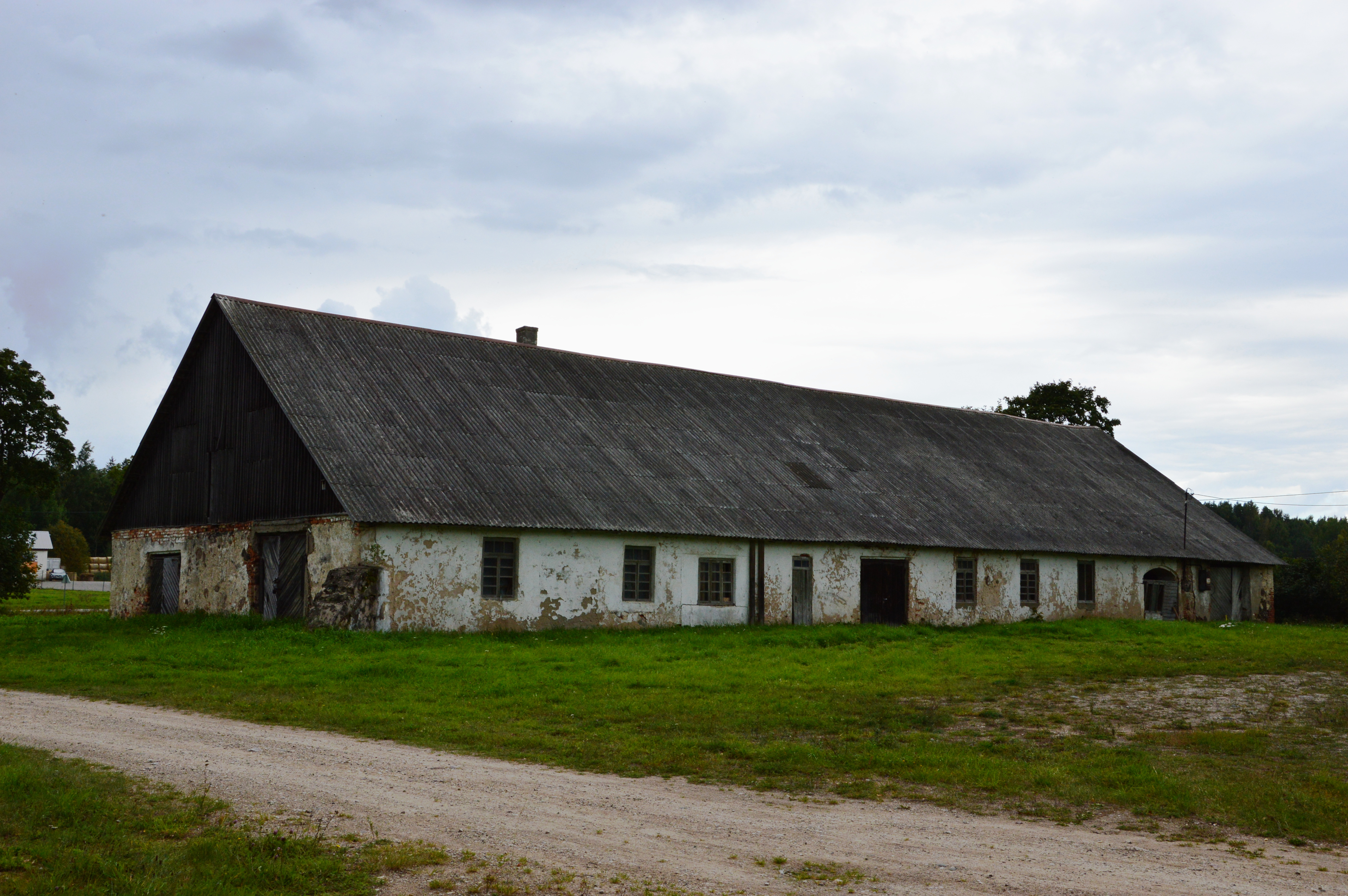
Каретник-конюшня
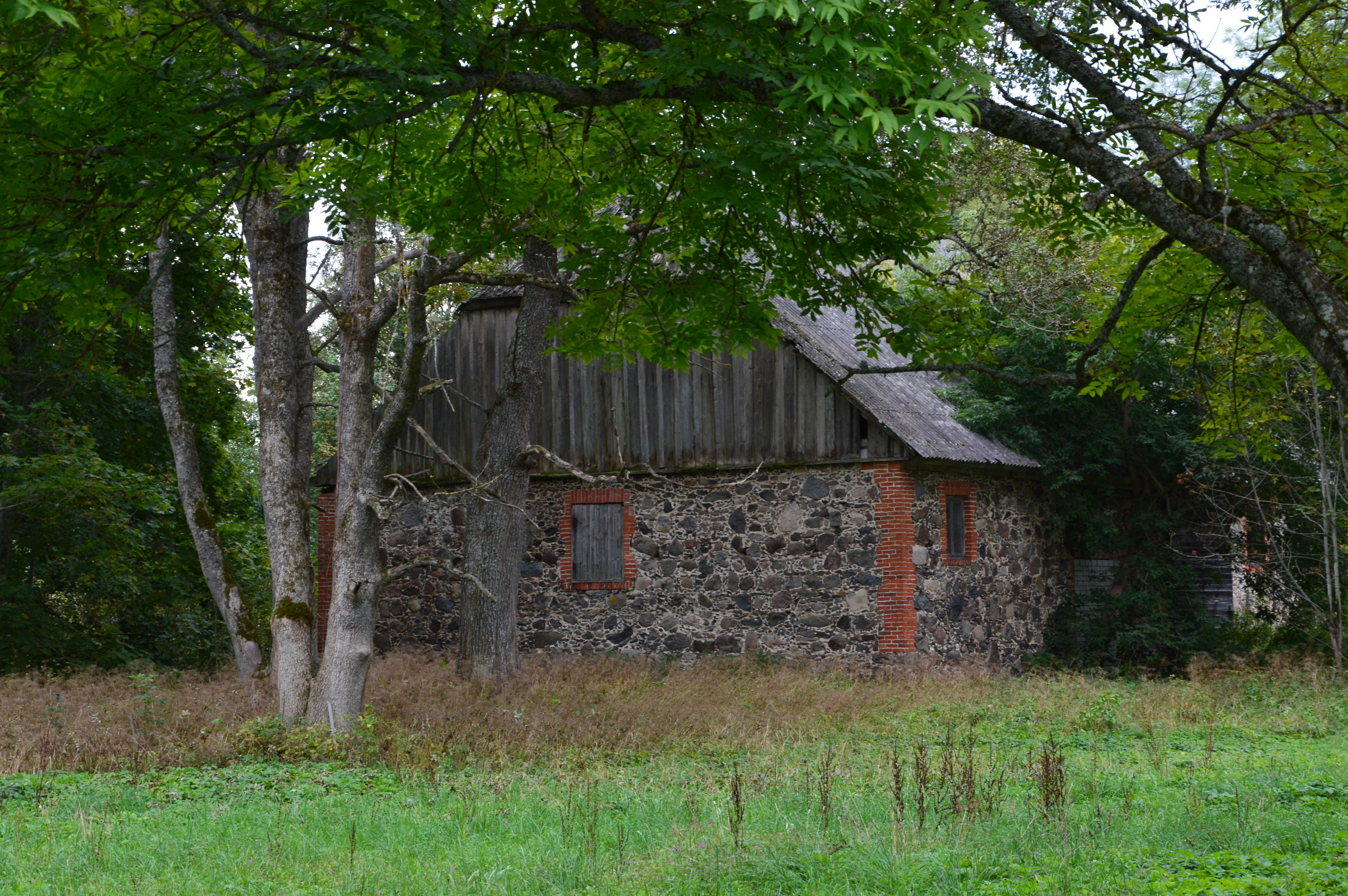
Конюшня
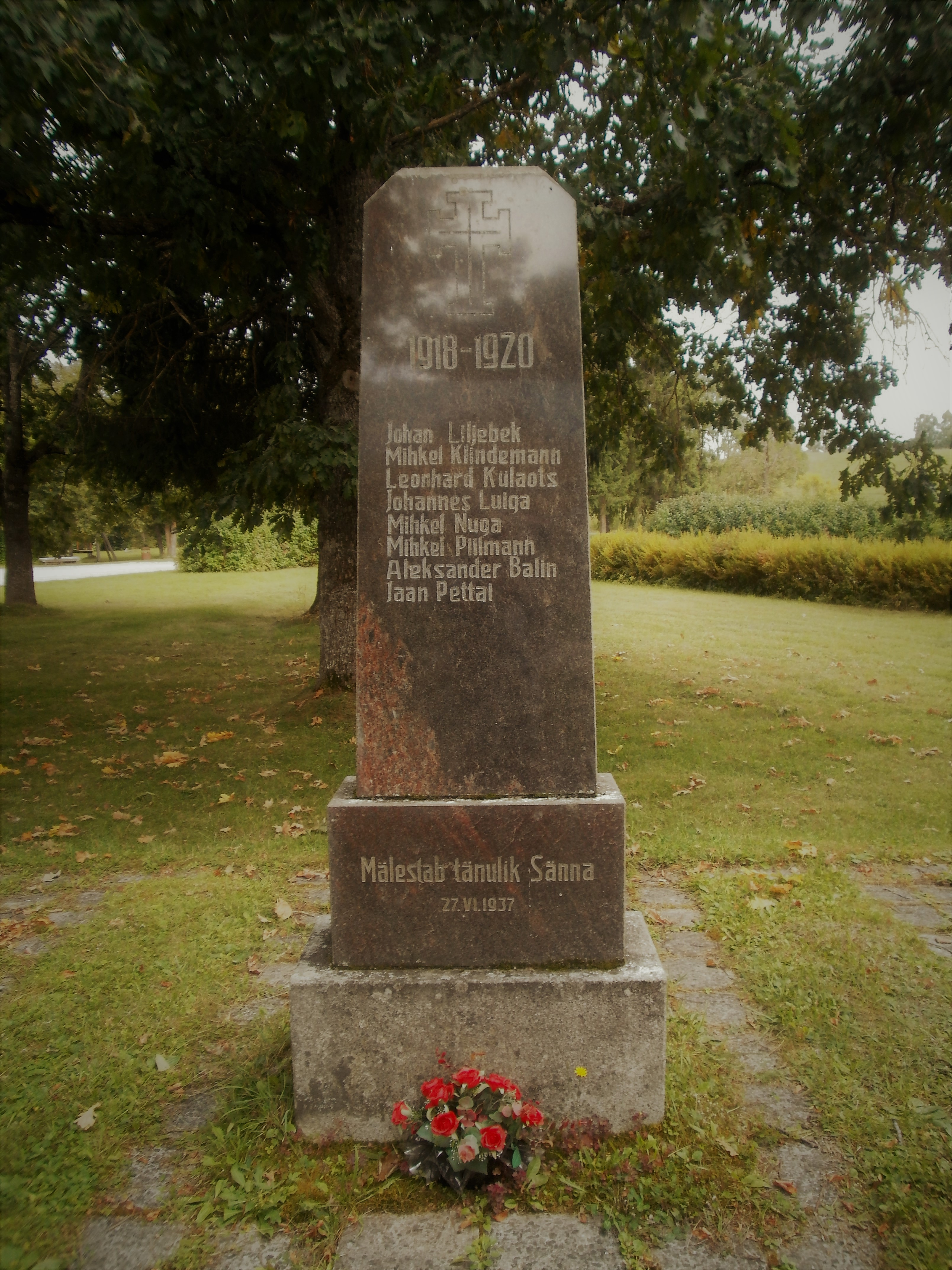
Памятник Эстонской освободительной войне в мызном парке
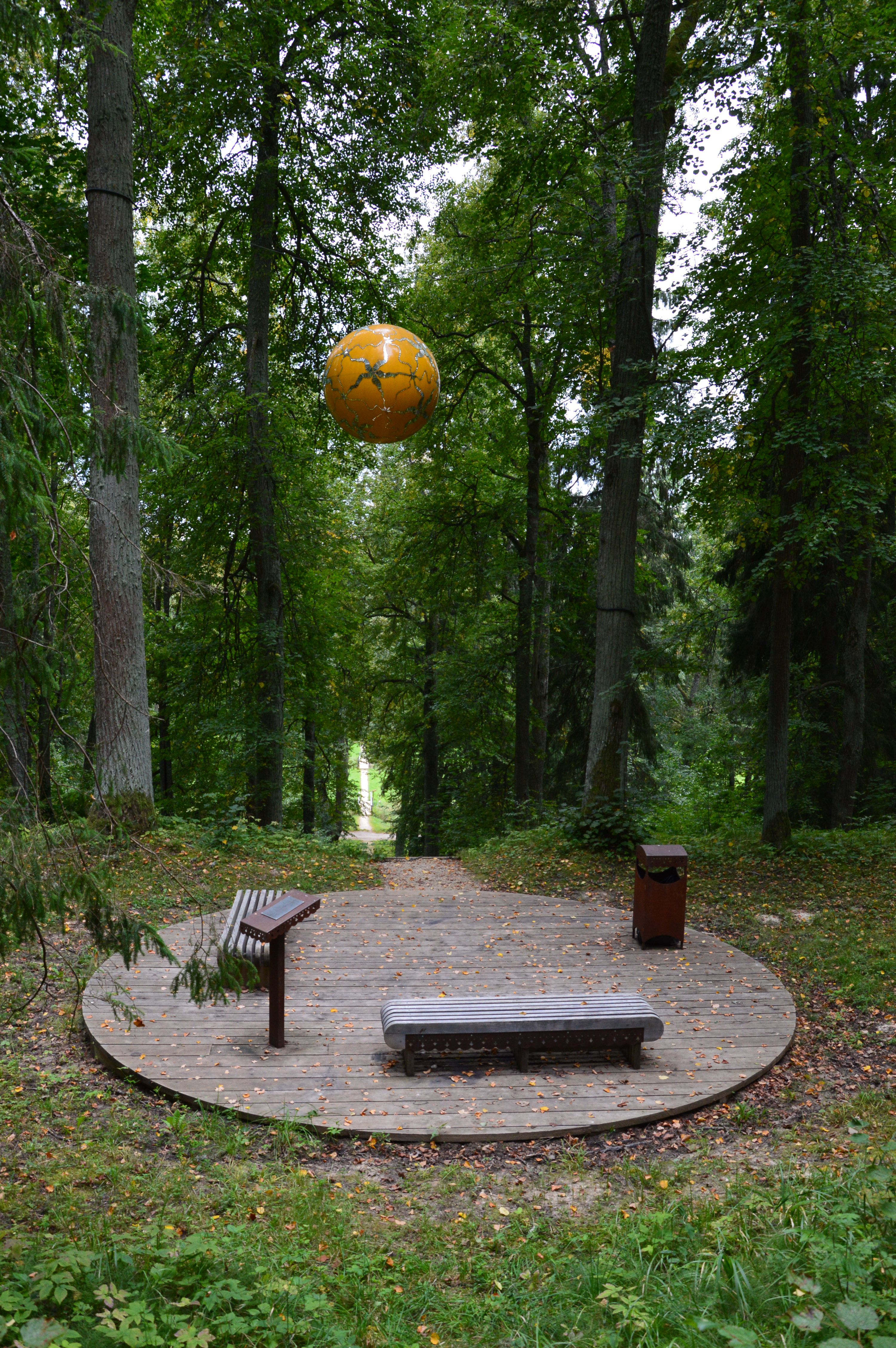
«Небесная тропа» в мызном парке